# Ponte di pietra (Soria)
Il ponte di pietra è un monumento di epoca medievale della città di Soria (Spagna). Si trova dove il fiume Duero si incrocia con via San Agustín, nell'unico e principale punto di accesso alla città da Est.

## Storia

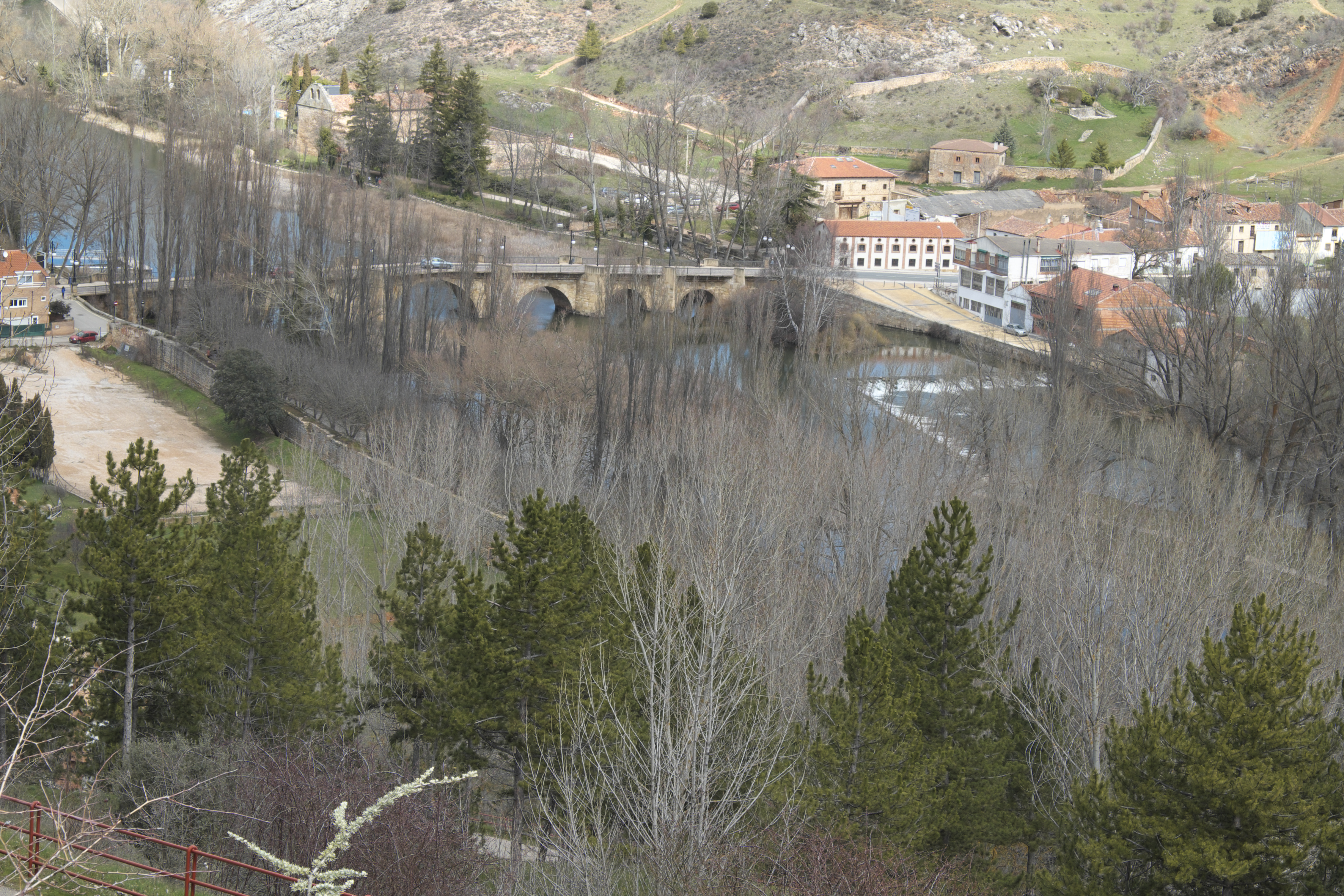
Vista dalla collina del castello di Soria.

Non si conosce precisamente la sua data di costruzione, ma è da supporre che sia contemporanea a quella delle cinte murarie della città. Documenti attestano la sua esistenza verso la metà del XII secolo. La prima menzione affidabile risale al 1157, in un diploma del re don Sancho che conferma una donazione di beni alla città da parte di suo padre al Vescovo di Osma. Tra questi figura la diga del Duero sotto il ponte maggiore di Soria (—subtus majorem pontem—).
Nell'Archivio Municipale di Soria si trova testimonianza dell'iniziativa dei Re Cattolici di riparare «le suddette mura e ponte e torre e le altre opere attinenti al meglio». Nel 1509 il Corregidor emana un mandato destinato a Pedro de Arce e Pedro Sánchez de Oceanilla affinché concludano i lavori sulla torre del ponte secondo le condizioni stabilite. Nel 1538 concedette un'autorizzazione per demolire la chiesa di Santa Cristina, situata nelle vicinanze, e utilizzare gli stalli del coro della cattedrale per riparare il Ponte di pietra.
Torres Balbás segnala la presenza delle quattordici arcate del ponte «contemporanee alle mura o ricostruite in quel periodo. Molto stabile e alta era la torre situata al suo centro». Francisco Mosquera, nel 1612, si riferiva così all'opera: Il ponte al contempo ben edificato/ Della città di Soria appariva, / Dove la torre in mezzo si alzava, / E l'alta guglia si stagliava.
Stando ad un documento del 12 novembre del 1646, Juan Pérez de Villaviad, maestro tagliapietre, ha portato a termine lavori e opere di restauro del ponte. Loperraez Corvalan, nella sua Descrizione storica del Vescovato di Osma (1788), cita anche quattordici arcate; tuttavia, lo storico Nicolás Rabal (1889) parla di «un magnifico ponte da diciotto archi, presidiato con un torrione per difendere gli ingressi, il quale venne riparato apprezzabilmente nell'anno 1717, come indica un'iscrizione che appare su una delle pietre».
Tra gli anni 1788, quando viene citato da Loperraez, e 1845, quando Madoz pubblica il suo Dizionario, il ponte dovette soffrire un'importante esondazione che gli causò evidenti deterioramenti, dato che da allora si descrive con otto archi, lo stesso numero che presenta oggi: «ponte di pietra da taglio di otto elevati archi, sostenuti da quattordici spalle, alcuni di forma triangolare e altri a forma di rettangoli curvilinei, alcuni semicircolari, e uno che forma due angoli ottusi e un altro acuto; dal centro della base del ponte parte una massiccia torre che serve per difenderne il passaggio e per la sua maggiore sicurezza».
Nel 1915 si ampliò l'impalcato dai suoi 5 m originari fino a raggiungere i 7,7 m di larghezza mediante sbalzi di calcestruzzo. Si modificarono i rostri che, come testimoniano fotografie dell'epoca, raggiungevano il parapetto. Si mantenne un'unica corsia per la circolazione, regolata da un semaforo.
Nel 2010 si realizzò l'illuminazione decorativa del ponte tramite la tecnologia LED basata su tonalità tenui che combinano rossi, blu e verdi, con l'obiettivo di risaltarne la figura durante la notte. Questo sistema d'illuminazione è collocato nella parte interna degli archi, un sistema utilizzato anche nel ponte medioevale di Carcassonne (Francia).

## Struttura

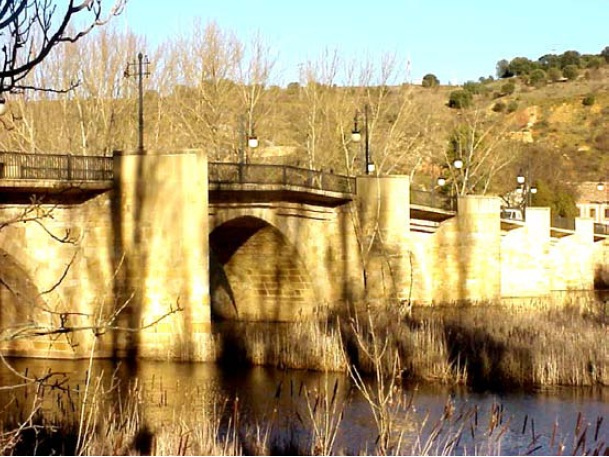
Il Ponte di pietra

Blas Taracena, nella sua Guida artistica di Soria e della sua provincia, segnala che «Il cammino che faceva comunicare l'Alta e la Vecchia Castiglia prevedeva di attraversare il Duero inizialmente passando per un guado e successivamente, nel Basso Medioevo, con un ponte dotato di due torri difensive, una al centro e un'altra agli inizi del ponte dal lato della città»; e prosegue così:«Nel marzo del 1256, trovandosi Alfonso X a Soria…era al vertice del suo splendore medioevale: era stata recentemente fortificata e si erano stabiliti da poco nel borgo intorno al ponte i cavalieri dell'Ordine di San Giovanni di Gerusalemme e, nel monastero di San Polo, i Templari». Inoltre, di fronte al ponte, dall'altra parte del Duero, dispose di un baluardo, del quale si conservano pochi resti.
Il ponte è realizzato in conci di arenaria e consta di otto arcate ad archi a tutto sesto. I suoi pilastri sono protetti da tagliacque sui quali è stato avanzato il parapetto nell'ultima restaurazione. Si conserva il dislivello esistente tra le due rive, che si trovano ad una distinta altezza, e si è mantenuta un'unica corsia per la circolazione.
L'arco con la maggior larghezza è il centrale. Partendo da quest'ultimo la luce degli archi decresce gradualmente e simmetricamente da entrambi i lati, essendo quelli di minor larghezza ubicati a ciascun estremo. 
Il ponte disponeva di due torri per riscuotere il pontatico. Una di loro, demolita nel 1848, si trovava accanto alla Porta del Duero o di Navarra, l'altra, demolita nel 1851, a metà. In occasione della costruzione della strada si addolcì anche il suo profilo a “schiena d'asino”.